# کریستیان جورجویچ
کریستیان جورجویچ (سیریلیک صربی: Кристијан Ђорђевић؛ زادهٔ ۶ ژانویهٔ ۱۹۷۶) بازیکن فوتبال اهل صربستان بود.
از باشگاه‌هایی که در آن بازی کرده‌است می‌توان به باشگاه فوتبال شالکه ۰۴ و باشگاه فوتبال اشتوتگارت اشاره کرد.
وی همچنین در تیم ملی فوتبال صربستان و مونته‌نگرو بازی کرده‌است.